# Erodium mouretii
Erodium mouretii (лат.) — вид двудольных растений рода Аистник (Erodium) семейства Гераниевые (Geraniaceae). Впервые описан французским ботаником Жозефом Питаром в 1912 году.

## Распространение и среда обитания

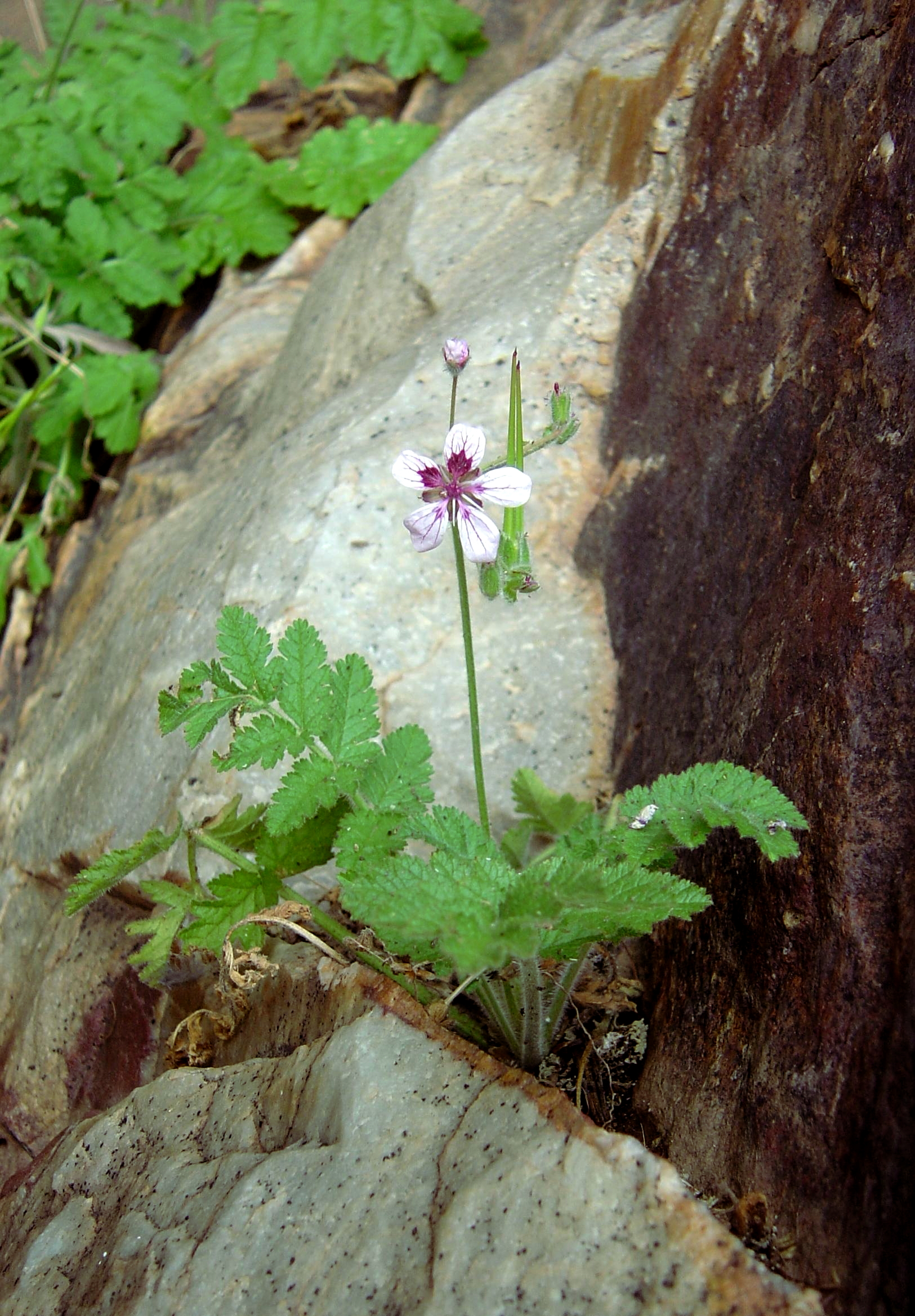
Растение в естественной среде обитания. Провинция Бадахос, Эстремадура, Испания

Известен из Испании и Марокко. Отдельные краеведческие источники описывают растение как эндемика испанского региона Эстремадура, несмотря на тот факт, что местные субпопуляции растения были открыты позднее марокканских.
Растёт в горах на богатых органическими веществами почвах и в трещинах скал на высоте 400—800 м.

## Ботаническое описание
Многолетнее травянистое растение.
Корневище толстое, деревянистое.
Листья перистые, зубчатые по краям.
Цветки белёсые с голубыми или фиолетовыми пятнами, собраны в соцветие по 10—15 цветков.
Цветёт с января по март.

## Природоохранная ситуация
Из-за ограниченного ареала в Эстремадуре (всего пять участков) находится под национальной защитой как уязвимый вид.